# Courtella medleri
Courtella medleri är en stekelart som först beskrevs av Wiebes 1972.  Courtella medleri ingår i släktet Courtella och familjen fikonsteklar. Inga underarter finns listade i Catalogue of Life.